# Rynie
Rynie – wieś w Polsce położona w województwie warmińsko-mazurskim, w powiecie oleckim, w gminie Wieliczki.
W latach 1975–1998 miejscowość administracyjnie należała do województwa suwalskiego.
Wieś wolna lokowana 19 października 1562 przez księcia Albrechta, który nadał komornikowi straduńskiemu Maciejowi Jeżowiczowi trzy włóki w Krzyżewie nad potokiem Czerwonką. Przywilej spłonął i w 1614 roku Maciej, Grzegorz i Jan Jeżowie (Jeżowiczowie) prosili o odnowienie go. Miejscowość założoną i zasiedloną przez tę rodzinę nazywano Rynie, ale też Krzyżowo, zaś w źródłach niemieckich także Ringen lub Ryngi.
Około 1800 roku była to wolna wieś, zamieszkana przez chłopów tak zwanych chełmińskich . W 1938 roku w Ryniach mieszkało 61 osób.